# 南惠特蘭鎮區 (伊利諾伊州梅肯縣)
南惠特蘭鎮區（英語：South Wheatland Township）是位於美國伊利諾伊州梅肯縣的一個行政鎮區。

## 地方資料
根據2010年美國人口普查的數據，南惠特蘭鎮區的面積為73.10平方千米，當中陸地面積為72.10平方千米，而水域面積為1.00平方千米。當地共有人口3982人，而人口密度為每平方千米54.47人。